# Karol Wątorek
Karol Wątorek (ur. 29 września 1875 w Dobczycach pow. myślenicki, zm. 12 lutego 1944 we Lwowie) – polski inżynier budowy kolei, rektor Politechniki Lwowskiej. 

## Życiorys
Urodził się 29 września 1875 w Dobczycach, w rodzinie Jana i Emilii z Latosińskich. Po ukończeniu w 1893 Gimnazjum św. Anny w Krakowie, studiował przez rok na Uniwersytecie Jagiellońskim i przez kolejne 4 lata na Wydziale Inżynieryjnym Politechniki Lwowskiej. Bezpośrednio po studiach był asystentem katedry budowy mostów, po czym pracował przy budowie austriackich kolei państwowych. W 1907 obronił doktorat, w roku akademickim 1908/09 pracował na Politechnice Lwowskiej jako docent prywatny, zastępca profesora kolejnictwa. W 1909 został profesorem nadzwyczajnym, a w 1912 profesorem zwyczajnym. W czasie I wojny światowej w 1914 roku został zmobilizowany do armii austriackiej, trafił do niewoli rosyjskiej. Komendant oddziału technicznego obrony Lwowa.
Od 1919 aż do 1941 profesor budowy kolei żelaznych, członek rady wydziału komunikacyjnego na Politechnice Lwowskiej, w 1918/19 dziekan Wydziału Inżynieryjnego, w 1924/25 rektor Politechnice Lwowskiej. Członek Rady Technicznej przy Ministerstwie Komunikacji, członek Akademii Nauk Technicznych.

## Ordery i odznaczenia
- Krzyż Komandorski Orderu Odrodzenia Polski (27 listopada 1929)[4][5][6]
- Złoty Krzyż Zasługi (11 listopada 1936)[7]

## Ważniejsze publikacje
- Nawierzchnia poprzeczna pod działaniem sił pionowych (s.n., Lwów, 1908)
- Rozwój Kolei Żelaznych (Bibljoteka Polska, Warszawa, 1924) (z 68 rysunkami)
- Budowa Kolei Żelaznych T.1 (Bibljoteka Polska, Warszawa, 1924)
- Budowa Kolei Żelaznych T.2 (Bibljoteka Polska, Warszawa, 1924)